# Gouaux-de-Larboust
Gouaux-de-Larboust település Franciaországban, Haute-Garonne megyében. Lakosainak száma 41 fő (2022. január 1.). Gouaux-de-Larboust Loudervielle, Germ, Garin és Oô községekkel határos.

## Népesség
A település népességének változása:
| Lakosok száma | 74   | 46   | 67   | 47   | 58   | 64   | 67   | 69   | 56   | 41   |
|               | 1968 | 1982 | 1990 | 2006 | 2013 | 2015 | 2017 | 2019 | 2020 | 2022 |